# 上海跑道公园
跑道公园，位于上海市徐汇区龙兰路与云锦路交叉路口往北，原系始建于1922年的龙华机场老跑道，由美国SASAKI事务所设计，2017年建成后对外开放。公园内除跑道外，亦有面积2700余平方米的下沉广场，及单跨60余米的龙耀路跨线景观桥和5处喷泉。